# George Robinson, Hầu tước thứ 1 xứ Ripon
George Frederick Samuel Robinson, Hầu tước thứ 1 xứ Ripon (24 tháng 10 năm 1827 - 09 tháng 07 năm 1909), là một quý tộc, nhà quản lý thuộc địa và chính trị gia Đảng Tự do. Ông được bổ nhiệm vào ghế Phó vương kiêm Toàn quyền Ấn Độ từ năm 1880 đến 1884, và phục vụ qua nhiều chức vụ khác nhau trong tất cả Nội các chính phủ được lập ra bởi Đảng Tự do từ năm 1861 đến năm 1908.
Ông lần lượt thừa kế tước phong từ cha mình: từ năm 1833 đến năm 1859 ông là Tử tước thứ 2 của Goderich, từ năm 1859 đến năm 1871 ông là Bá tước thứ 2 của Ripon. Năm 1871, Victoria của Anh đã ban cho ông làm Hầu tước của Ripon, để tưởng thưởng và ghi công những cống hiến của ông cho nước Anh. Nhưng tước vị Hầu tước của ông chỉ được truyền 2 đời thì tuyệt tự.

## Cuộc sống đầu đời
George Robinson sinh ra tại Số 10 phố Downing, London, là con trai thứ 2 của Thủ tướng F. J. Robinson, Tử tước thứ nhất của Goderich (Ông sau đó được phong Bá tước Ripon vào năm 1833), vợ ông là Lady Sarah Hobart, con gái của Robert Hobart, Bá tước thứ 4 của Buckinghamshire. George Robinson được đào tạo tư nhân, không theo học trường lớp cũng không học đại học.
Ông đã được trao bằng danh dự Tiến sĩ Luật Dân sự bởi Đại học Oxford vào năm 1870.